# Kościół Bożego Ciała w Pelplinie
Kościół Bożego Ciała w Pelplinie – gotycki kościół w Pelplinie. Zbudowany około 1417 roku. W drugiej połowie wieku XVII został kościołem parafialnym dla rozwijającej się wokół klasztoru osady wiejskiej. Otoczony jest cmentarzem, na którym zachowały się groby z przełomu XIX i XX wieku. Mieści się przy placu Mariackim 3 w otoczeniu budynków kurii biskupiej, w tym Bazyliki katedralnej Wniebowzięcia Najświętszej Maryi Panny.

## Galeria

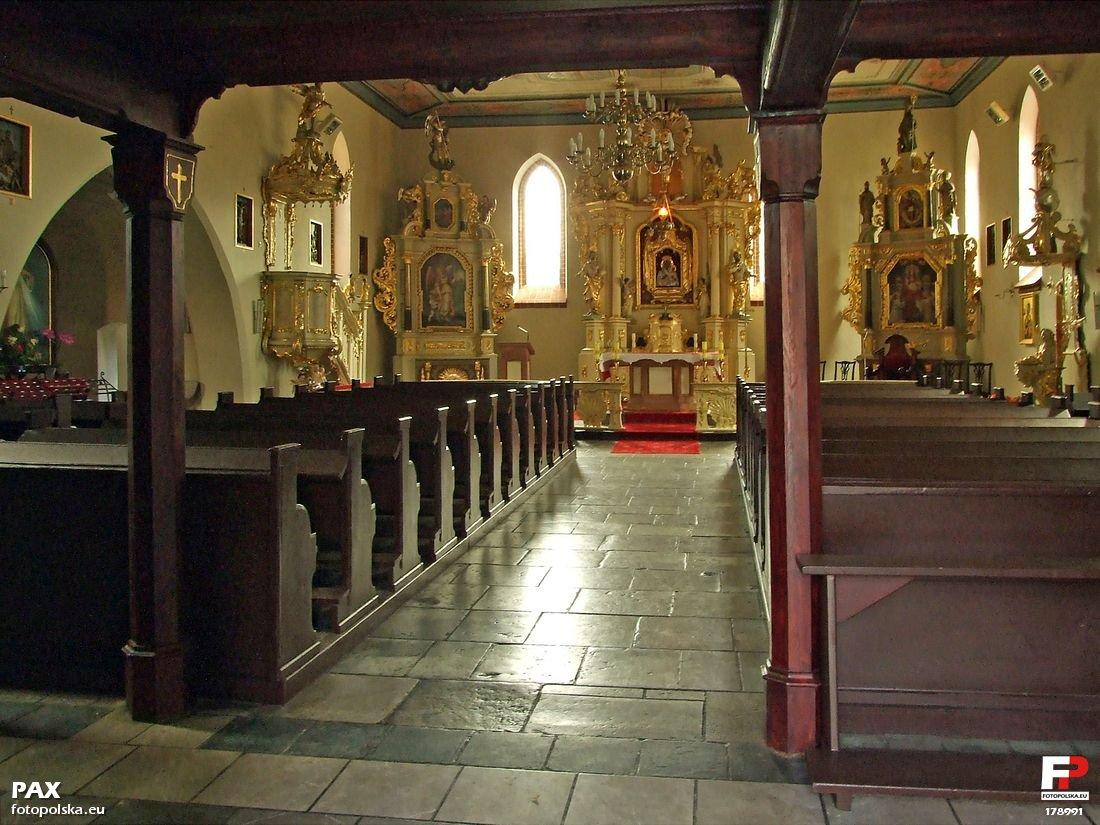
Wnętrze kościoła
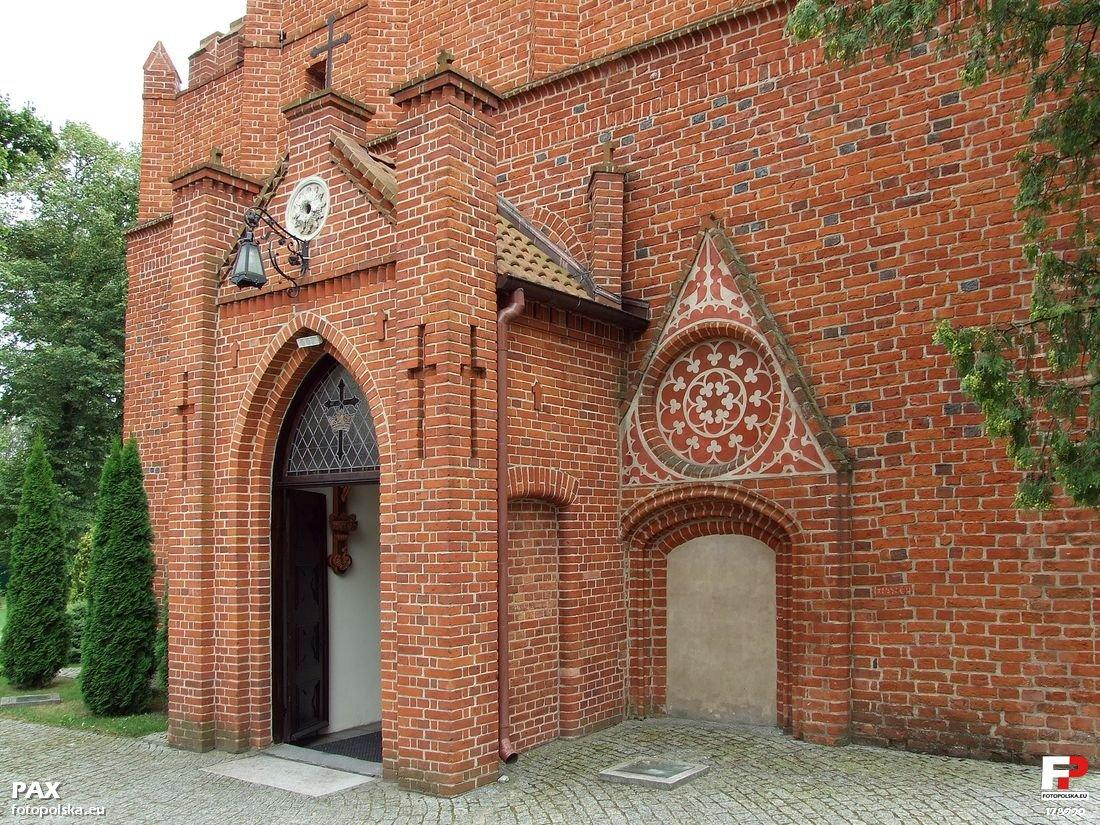
Główne wejście
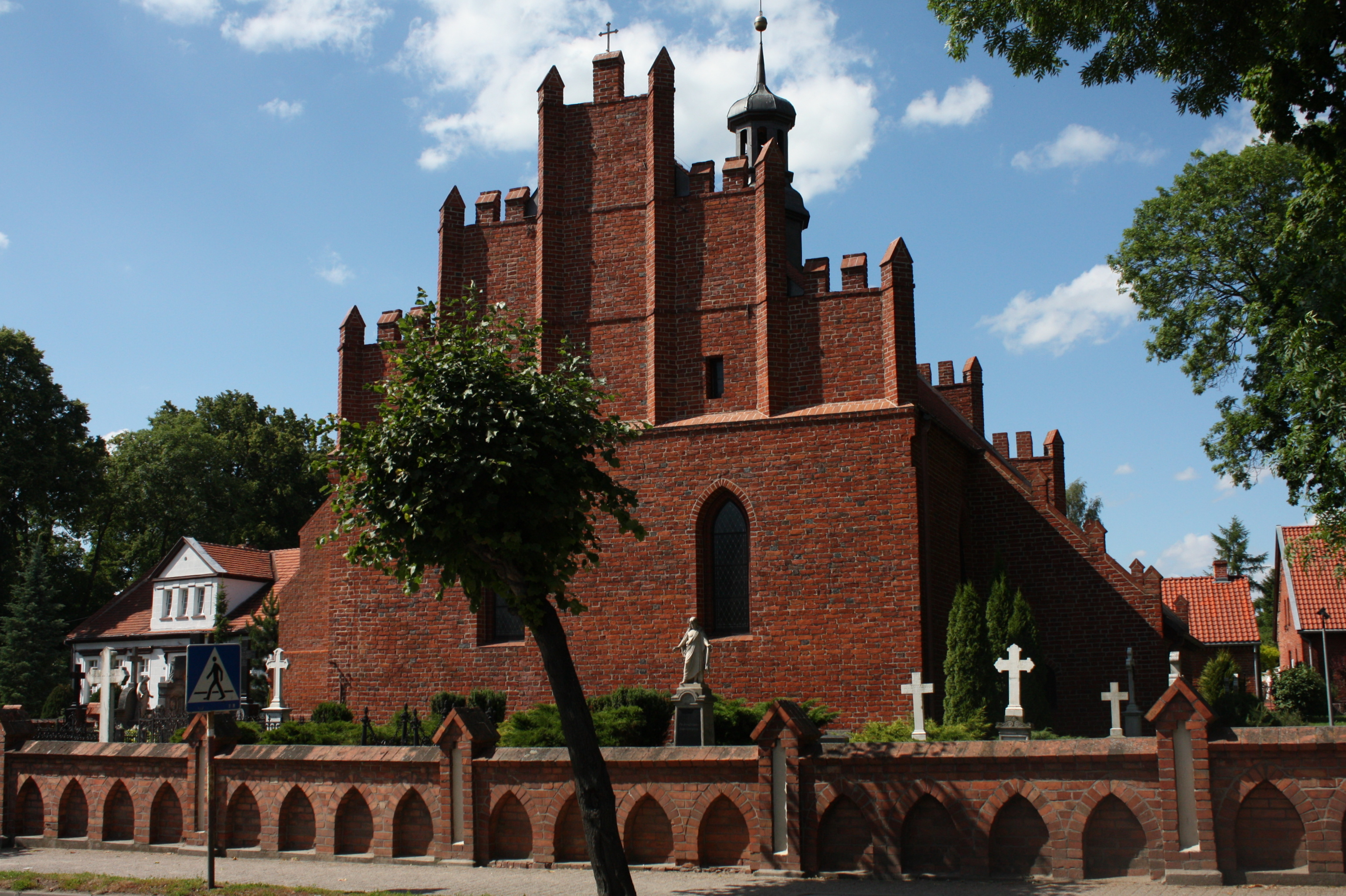
Widok od strony ulicy